# Naczelne Dowództwo Wojska Polskiego (1944)
Naczelne Dowództwo Wojska Polskiego (NDWP) – naczelna instytucja kierownicza Wojska Polskiego (ludowego)
Dekretem z 21 lipca 1944 Krajowa Rada Narodowa powołała do życia instytucję Naczelnego Dowództwa WP - najwyższy organ dowodzenia armii polskiej. W myśl artykułu nr 4, Naczelne Dowództwo miało składać się z pięciu osób: Naczelnego Dowódcy, dwóch zastępców Naczelnego Dowódcy i dwóch członków.

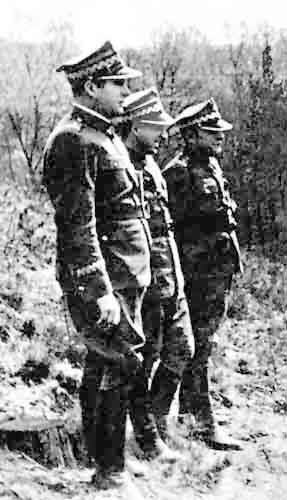
Karol Świerczewski, Marian Spychalski, Michał Rola-Żymierski

Imienny skład Naczelnego Dowództwa WP został wyznaczony postanowieniem Prezydium Krajowej Rady Narodowej z 22 lipca 1944 r., wydanym na mocy dekretu z 21 lipca 1944 r. 
Prezydium Krajowej Rady Narodowej mianowało: 
- Naczelnym Dowódcą Wojska Polskiego - gen. broni Michała Rolę-Żymierskiego, dowódcę Armii Ludowej, pełniącego jednocześnie funkcję kierownika Resortu Obrony Narodowej PKWN.

zastępcami Naczelnego Dowódcy: 
- gen. dyw. Zygmunta Berlinga, dowódcę Armii Polskiej w ZSRR
- gen. bryg. Aleksandra Zawadzkiego, zastępcę dowódcy Armii Polskiej w ZSRR do spraw polityczno-wychowawczych;

członkami Naczelnego Dowództwa WP: 
- płk. inż. Mariana Spychalskiego
- Jana Czechowskiego (był przedstawicielem Krajowej Rady Narodowej i pełnił tę funkcję do 4 września 1944 r.)

29 lipca 1944 r. ogłoszono w Lublinie pierwszy rozkaz Naczelnego Dowódcy WP. W rozkazie podano min: „Krajowa Rada Narodowa jako reprezentacja narodu, jedynie uprawniona do kierowania i zespalania wszystkich akcji prowadzonych w imię wyzwolenia Polski, objęła zwierzchnictwo nad Związkiem Patriotów Polskich w ZSRR i podległą mu Armią Polską w ZSRR. Krajowa Rada Narodowa dekretem z dnia 21 lipca 1944 r. zjednoczyła Armię Ludową, zorganizowaną w Polsce, z Armią Polską utworzoną w ZSRR, w jednolitą całość pod nazwą Wojsko Polskie„
Rozkaz precyzuje też inne uprawnienia Naczelnego Dowództwa WP (do nadawania wszystkich stopni oficerskich w Wojsku Polskim do stopnia pułkownika włącznie. Stopnie generalskie nadawać mogło Prezydium Krajowej Rady Narodowej na wniosek Naczelnego Dowództwa WP).
Głównym zadaniem Naczelnego Dowództwa Wojska Polskiego, wynikającym z założeń manifestu PKWN, była sprawa zwiększenia wkładu militarnego Polski w dzieło zwycięstwa nad Niemcami. 
Mając zapewnioną daleko idącą pomoc Armii Czerwonej Naczelne Dowództwo WP przystąpiło do realizacji planu rozbudowy sił zbrojnych na rok 1944 (plan opracowany prawdopodobnie w sztabach Armii Czerwonej). Plan ten przewidywał min: 
- zorganizowanie naczelnych władz i instytucji wojskowych: sztabów, dowództw rodzajów wojsk i szefostw służb, organów kwatermistrzowskich, sprawiedliwości, instytucji kulturalnych i naukowych, duszpasterstwa oraz innych instytucji pomocniczych wraz z jednostkami obsługi i ochrony,
- zorganizowanie Frontu Polskiego w składzie trzech armii ogólnowojskowych, armii lotniczej oraz jednostek odwodu Naczelnego Dowództwa (OND),
- utworzenie terenowych organów administracji wojskowej i rozbudowanie aparatu mobilizacyjnego,
- zorganizowanie szkolnictwa wojskowego i jednostek zapasowych,
- przygotowanie bazy materiałowo-technicznej: składów, magazynów, warsztatów naprawczych, zakładów i baz przetwórczych, zakładów sanitarnych (szpitale, laboratoria, sanatoria), zakładów weterynaryjnych i jednostek kwaterunkowo-budowlanych.

Plan miał być realizowany w dwóch etapach. W pierwszym etapie (do 15 września 1944 r.) miano zorganizować instytucje centralne, 2 Armię Wojska Polskiego oraz kilka jednostek odwodu Naczelnego Dowództwa. Realizacja drugiego etapu rozpoczęła się w początkach października 1944 r.
8 sierpnia 1944 r. Naczelne Dowództwo WP wydało rozkaz nr 3. Był to pierwszy rozkaz organizacyjny. Rozwiązano nim Radę Wojenną Armii Polskiej w ZSRR, a jej uprawnienia przejęło Naczelne Dowództwo WP. Powołano również do życia Sztab Główny Naczelnego Dowództwa Wojska Polskiego.
W związku z tym, że zakres działania Naczelnego Dowództwa WP był znacznie szerszy i wykraczał poza ramy pracy dowództwa i sztabu Frontu, formowano również instytucje poza etatem. Do takich instytucji należały m.in. Departament Uzbrojenia, Szefostwo Mobilizacji i Uzupełnień, Główny Zarząd Informacji, Główny Zarząd Polityczno-Wychowawczy i Oddział Personalny.
Kolejnymi rozkazami Naczelnego Dowództwa WP powołano do życia:
- dowództwa rodzajów wojsk i szefostwa służb,
- zarząd zdobyczy wojennej,
- organa informacji i cenzury wojskowej
- Dowództwo Żandarmerii,
- Generalny Dziekanat i Główny Rabinat,
- Departament Uzbrojenia,
- Wojskowy Instytut Naukowo-Wydawniczy (WINW),
- redakcje pism:
  - „Polska Zbrojna”
  - „Skrzydlata Polska”.
- Zespół Pieśni i Tańca
- Teatr Wojska Polskiego
- wytwórnię filmową
- rejonowe komendy uzupełnień
- punkty przesyłkowe
- Główny Bank WP
- Wojskowe Przedsiębiorstwo Handlowe
- zarządy kwaterunkowo-budowlane

Wiosną 1945 r. powołano do życia okręgi wojskowe i I Wiceministerstwo Obrony Narodowej.